# インド・イスラーム哲学
インド・イスラーム哲学若しくはインド・イスラーム思想は、インドに於けるイスラーム系の哲学の事である。ここでは教義のインド・イスラーム哲学に加え、イスラーム以外の系譜に連なる思想の中でイスラームの強い影響下に成立したものも記述する。

## 特色
インド・イスラーム哲学の一番の特徴は、宗教的寛容や普遍主義を扱った思想に挙げられる。インド・イスラーム哲学をはぐくんだインド亜大陸は元来ヒンドゥー教や仏教、ジャイナ教などの聖像崇拝が盛んな多神教の地であり、これと反対に一神教であり聖像崇拝を忌み嫌う傾向のあるイスラームがインドに侵入した際には激しい摩擦が引き起こされた。このためイスラーム側とヒンドゥー教を中心とする在来宗教の側の双方でこの問題を解決するための試行錯誤が行われることになり、『異なった信仰体系を持つ者同士の理解と共存』がイスラーム侵入以降のインド哲学の大きなテーマとなった。

## 主要な思想

### インド・スーフィー思想
インドのスーフィー達は、スーフィズムに於ける神人合一思想を応用し、宗教の違いにかかわらず神への愛に依り魂は救われるという思想を展開した。一例を挙げるとインド・スーフィー思想の基礎を築いたファリドゥッディーン・ガニシャカルは、『あるものは荼毘に付され（ヒンドゥー教徒のこと）、あるものは墓の中に行く（イスラム教徒のこと）。しかし、彼らの魂は生前の行いによって裁きを受ける。』と述べた。インド・スーフィー思想はヒンドゥー教のバクティ思想に強い影響を与えた。

### カビールとナーナク
バラモンの家に生まれながら不可触民のムスリム（当時不可触民は差別を逃れるためイスラームに改宗することが多かった）に育てられたカビールは自身の経験から宗教に於ける普遍主義や身分制度についての思想を展開した。カビールはイスラームの教えからカースト制度の撤廃などを学んだが、イスラームに於ける細かい一つ一つの戒律については非合理的なものも多いと判断を下した。彼はスーフィー思想の影響を受け、個々人の魂が神と合一することによって魂の救済がなされるとした。また転生やカルマなどについてはヒンドゥー教の教えを踏襲した。カビールよりやや後の時代に生きたナーナクはその影響を受けながらシーク教を創始し、カースト制度廃止、女性差別の廃止などを唱えた。ナーナクは宗教体系の違いはあれど、『永遠であり、この宇宙全てに満ちている神』を信じるならば結局神との合一に至るのだという思想を説き、表面的な宗教の差異にとらわれることを批判した。

### アクバル
インドの三代皇帝アクバルは哲学・神学に対しても関心を抱いており、イスラーム・ヒンドゥー・仏教・キリスト教などの学者達を招き、神学と哲学に対する討議を行わせ、自身もその討議に参加した結果、諸宗教を包括した『神聖宗教』を創始するに至った。またこのような思想は実際の政治にも反映され、非ムスリムへのジズヤを廃止するなどの措置を取った。

### ダーラ・シーコー
ムガールの皇子ダーラ・シーコーはスーフィズムとヒンドゥー教の間で神学的・哲学的共通点と相違点を明らかにし、両者の間の融和を可能とする為の活動を行った。その集大成といえる著書『Majma ul-Bahrain』（二つの海の交わる所）では、スーフィズムとヒンドゥーは細かい概念名称の違いや宗教形式の違いにもかかわらず、お互いの真実を理解し、取り入れあうことは可能であるという結論を下した。